# Svetlana Moskalec
Svetlana Moskalec (in russo Светлана Москалец?; 22 gennaio 1969) è un'ex multiplista russa.

## Palmarès

### Mondiali
- 1 medaglia:
  - 1 argento (Göteborg 1995 nell'eptathlon)

### Mondiali indoor
- 1 medaglia:
  - 1 oro (Barcellona 1995 nel pentathlon)